# Magnus de Holstein
Magnus de Holstein (alemany: Magnus)  (palau de Christiansborg, 26 d'agost de 1540 - Piltene, 28 de març de 1583) va ser un príncep de Dinamarca i membre de la Casa d'Oldenburg. Com a vassall d'Ivan IV de Rússia va ser el rei titular de Livònia entre 1570 i 1578.

## Biografia

### Primers anys
El duc Magnus va néixer al Palau de Christiansborg el 1540, segon fill del rei Cristià III de Dinamarca i Dorotea de Saxònia-Lauenburg. Als seus 17 anys va ser enviat a Alemanya per ser educat en diverses corts alemanyes. Després de la mort del seu pare el 1559, va tornar a Dinamarca per a la coronació del seu germà gran, el rei Frederic II de Dinamarca.
El mateix any, el príncep-bisbe d'Ösel-Wiek i Curlàndia Johannes V von Münchhausen a Livònia va vendre les seves terres al rei Frederic II per 30.000 tàlers. Per evitar la partició hereditària de les seves terres, el rei va lliurar el seu territori al seu germà petit Magnus sota la condició de la seva renúncia als drets de successió en els ducats de Schleswig i Holstein. El 1560, Magnus va desembarcar amb un exèrcit a Saaremaa on va ser elegit bisbe de forma immediata pel capítol de la catedral.

### Rei de livònia
Durant la Guerra de Livònia, el duc Magnus va arribar a Moscou el 10 de juny de 1570, on va ser coronat com a Rei de Livònia per Ivan IV. Magnus va jurar lleialtat a Ivan i va rebre la carta corresponent del regne vassall de Livònia que Ivan considerava com a part del seu patrimoni. El tractat entre Magnus i Ivan IV va ser signat per un membre de la seva administració, Vasily Shchelkalov. Els territoris del nou regne encara havien de ser conquerits.
L'acabat de coronar rei Magnus de Livònia va partir de Moscou amb 20.000 soldats russos amb la intenció de conquerir la ciutat de Tallinn que en aquest moment estava sota control suec. L'esperança d'Ivan de rebre el suport de Frederic II de Dinamarca, el germà gran de Magnus, va fracassar. Per a finals de març de 1571 Magnus va abandonar la lluita per Tallinn, va aixecar el setge. i va caure en desgràcia amb Ivan després d'haver començat a apropiar-se de castells sense consultar al tsar. El 1577, després de no haver rebut suport per part del seu germà, Magnus va fer una crida a la noblesa livona perquè el recolzés en la seva lluita en contra de l'ocupació estrangera. Va ser atacat per forces d'Ivan i pres com a presoner. En ser alliberat, va renunciar al seu títol reial. Magnus després va cedir el seu dret al tron als descendents d'Esteve Bathory I.
Magnus va passar els últims sis anys de la seva vida al castell de Piltene del Ducat de Curlàndia i Semigàlia, on va morir com pensionat de la corona polonesa i va ser enterrat el 1583. L'any 1662, el cos de Magnus va ser enviat a Dinamarca i va ser enterrat novament a la catedral de Roskilde.

## Familia
Es va casar amb Maria Vladimirovna de Staritsa, filla de Vladimir de Staritsa, duc de Staritsa. Els seus fills van ser: 
- Maria d'Oldenburg (circa juliol de 1580 - circa 1597)
- Eudòxia d'Oldenburg (circa 1581 - circa 1588)